# Cephalops argenteus
Cephalops argenteus är en tvåvingeart som beskrevs av Kuznetzov 1991. Cephalops argenteus ingår i släktet Cephalops och familjen ögonflugor. Inga underarter finns listade i Catalogue of Life.